# Elmskov
Elmskov (på tysk Elmholz) er et omtrent 79 ha stor skovområde beliggende midtvejs mellem landsbyerne Stenderup og Isted i Lusangel i det centrale Sydslesvig. I administrativ henseende hører skoven under Siversted i Slesvig-Flensborg kreds i den nordtyske delstat Slesvig-Holsten. Historisk-topografisk ligger skoven tæt på grænsen mellem Ugle og Strukstrup Herred. Den lille øst for skoven beliggende bebyggelse ved samme navn hører allerede under Klapholt Kommune (Havetoft Sogn, Strukstrup Herred). I den danske tid hørte Elmskov med Vesterskov og Plantekobbel med et areal af i det hele 238 tdr land under Stenderup Skovfogderi i Flensborg Amt. Som statsskov drives Elmskov nu af delstatens skovstyrelse. Skoven består overvejende af bøg, eg, rødgran og lærk. Der er fritstående bestande af dådyr og rådyr. I skovens sydlige del er der en dansk jagtsten fra 1801 med indskrift og krone. Skoven er omgivet af bebyggelserne Popskov el. Popholt, Stenderupmark (Stenderupfeld), Elmskov, Lamskær (Lammerskjer), Smøl (Schmöhl) og Helligbæk. Syd og sydøst for skoven strækker sig Helligbækken, hvor ifølge folkesagnet Harald Blåtand blev døbt omkring år 960, hvorom Poppostenen minder.
Elmskov er første gang nævnt 1779. stednavnet henføres til elmetræer.